# Maximilian von Helmstatt

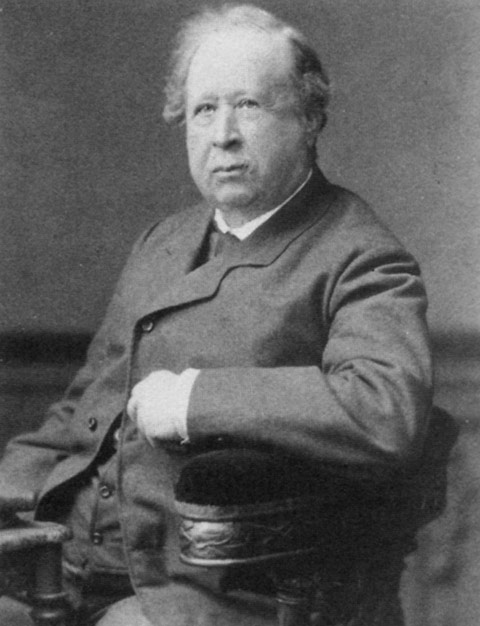
Maximilian Graf von Helmstatt

Maximilian Graf von Helmstatt (* 29. Mai 1810 in Paris; † 23. Dezember 1893 in Neckarbischofsheim) war königlich französischer Rittmeister. Von 1865 bis 1870 gehörte er der badischen Ständeversammlung an.

## Leben
Er war der jüngere Sohn des August Raban von Helmstatt (1776–1842) und der Henriette von Cetto († 1848). Von seinen Vorfahren erbte er zwar den französischen Grafentitel „Comte de Morhange“ (Graf von Mörchingen), jedoch hatte die Schuldenwirtschaft seines Vaters die Güter in Lothringen größtenteils aufgebraucht, so dass der Familie nur ihre Güter in Hochhausen, Neckarbischofsheim und Handschuhsheim blieben. Beim Tod des Vaters teilte er sich dessen Besitz mit dem älteren Bruder Karl Ludwig von Helmstatt (1807–1868). Gemeinsam mit dem Bruder ließ er 1844 die markante Grabpyramide für seinen Großvater Franz Ludwig von Helmstatt (1752–1841) beim Finkenhof oberhalb von Hochhausen errichten. Nach dem  Tod des kinderlosen Bruders 1868 kam Maximilian in den Alleinbesitz der Familiengüter. Er rekonstruierte 1890 die Pläne des Bischofsheimer Alexanderschlosses, in dem er bis zu seinem Tod wohnte. Er war künstlerisch begabt und es haben sich verschiedene Gemälde aus seiner Hand erhalten.
Er war verheiratet mit Augustine Freiin von Leoprechting (1823–1905), das Paar hatte drei Kinder: Henriette (1843–1892), Raban (1844–1932) und Viktor (1851–1935).

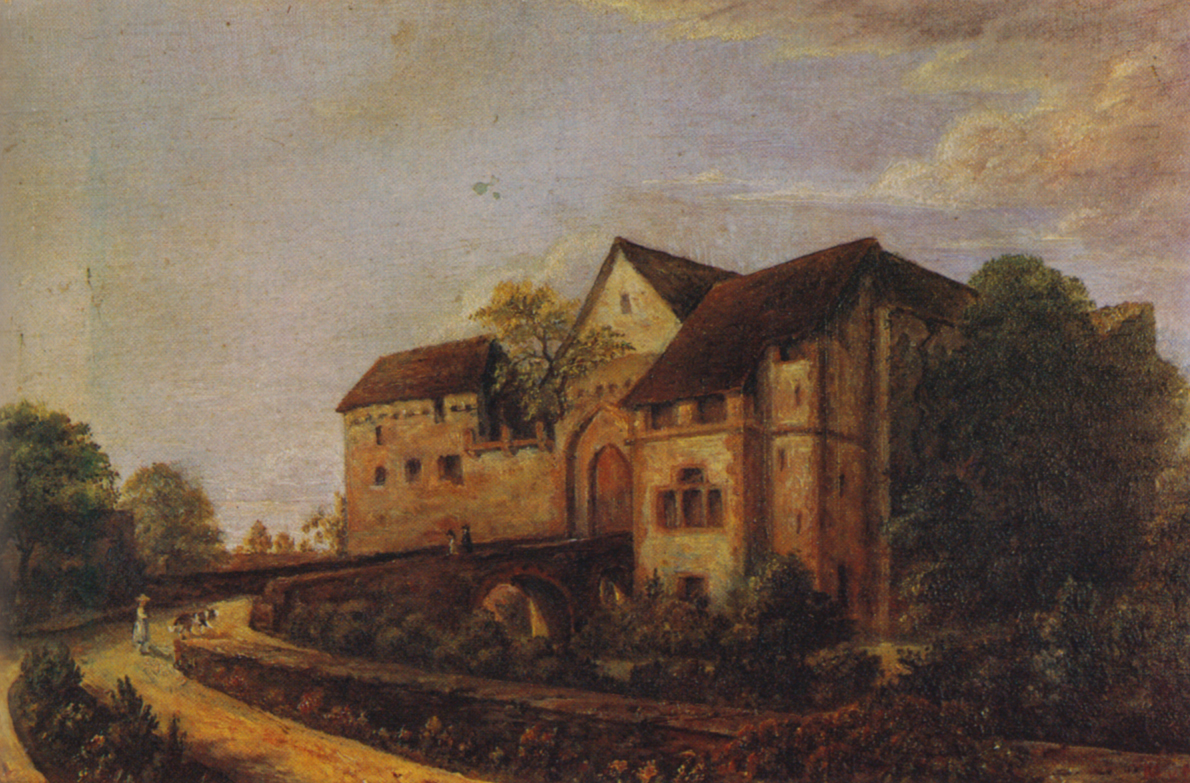
Gemälde der Handschuhsheimer Tiefburg von Maximilian von Helmstatt um 1870
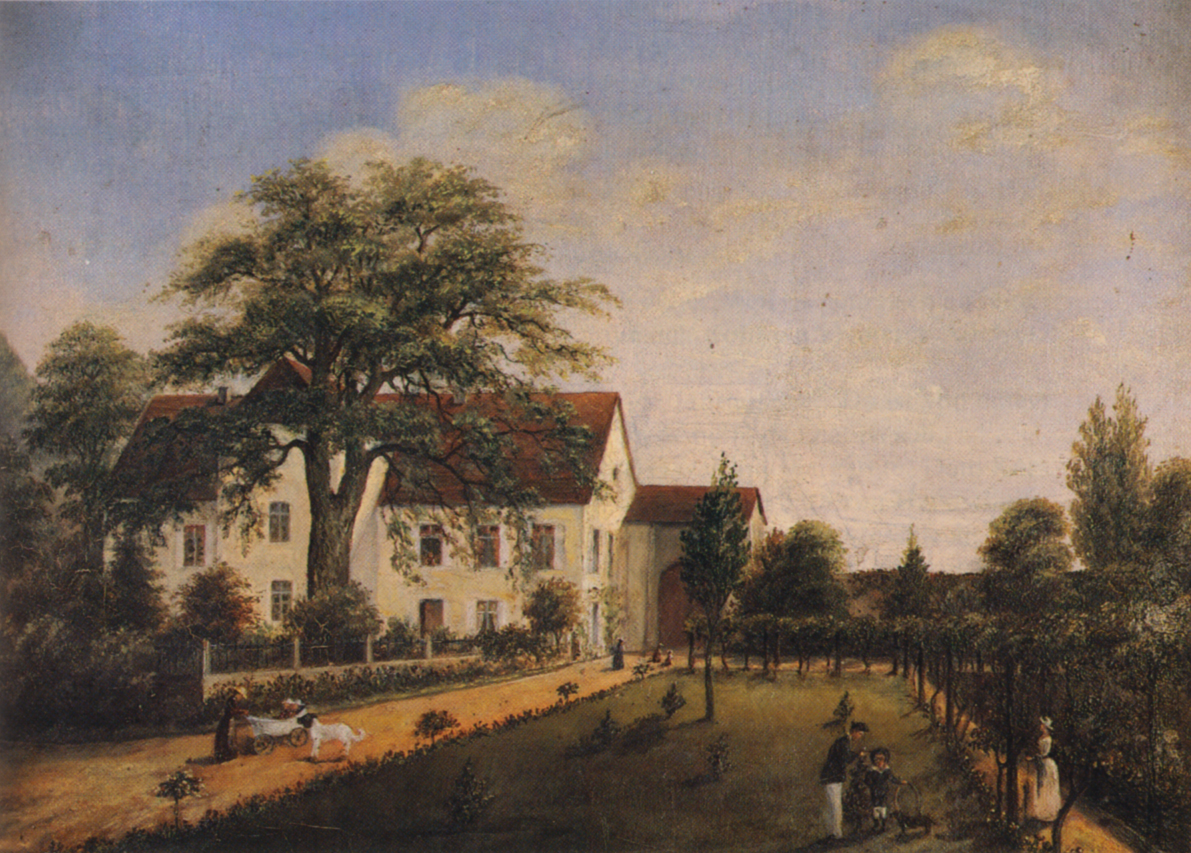
Gemälde des Freiadligen Guts in Handschuhsheim von Maximilian von Helmstatt um 1870
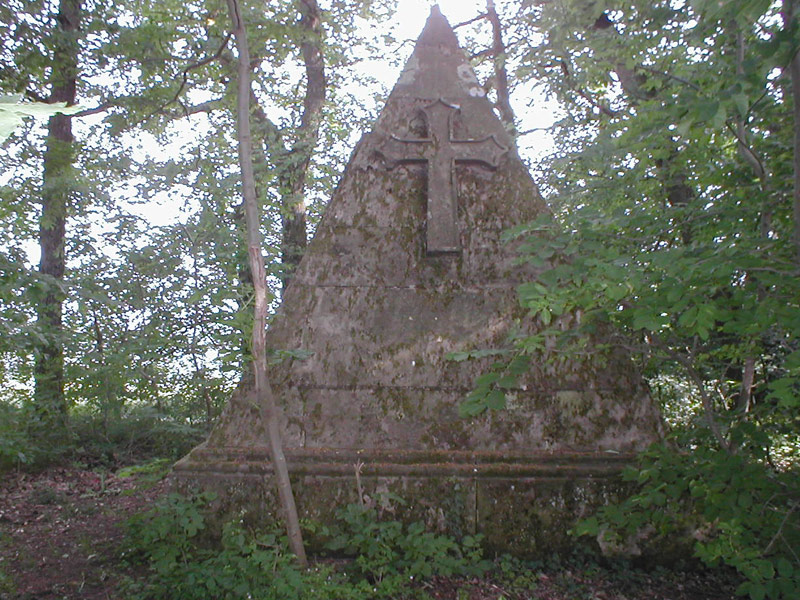
Grabpyramide von 1844 für den Großvater Franz Ludwig von Helmstatt